# Mermaiding
Il mermaiding (dall'inglese mermaid, « sirena », con il suffisso -ing), a volte chiamato "nuoto a sirena", è un tipo di nuoto subacqueo che si pratica:
- indossando un costume da sirena con una coda di pesce[1];
- propulsandosi per mezzo di una monopinna.

Questa pratica è un hobby, uno sport acquatico o un'attività artistica sia amatoriale che professionale, che sembra essere apparsa nei primi anni dieci negli Stati Uniti in film o spettacoli acquatici. La notorietà di questa pratica e il termine « mermaiding » sono diventati più importanti negli anni 2000 e 2010, attraverso la sua diffusione su Internet.

## Descrizione
Il nuoto col costume di sirena è ondulato e, per di più, in apnea dinamica con una monopinna. Il mermaiding è generalmente considerato una pratica per hobby, l'obbiettivo principale è quello di incarnare un personaggio sirena (o tritone) per divertimento. Ma l'attività può rivelarsi sportiva – nuoto e immersione in apnea – ed è spesso paragonata anche al nuoto artistico.
La pratica di indossare un costume da creatura leggendaria metà donna e metà pesce (o metà uomo e metà pesce) è, a volte, associata al cosplay o al gioco di ruolo.

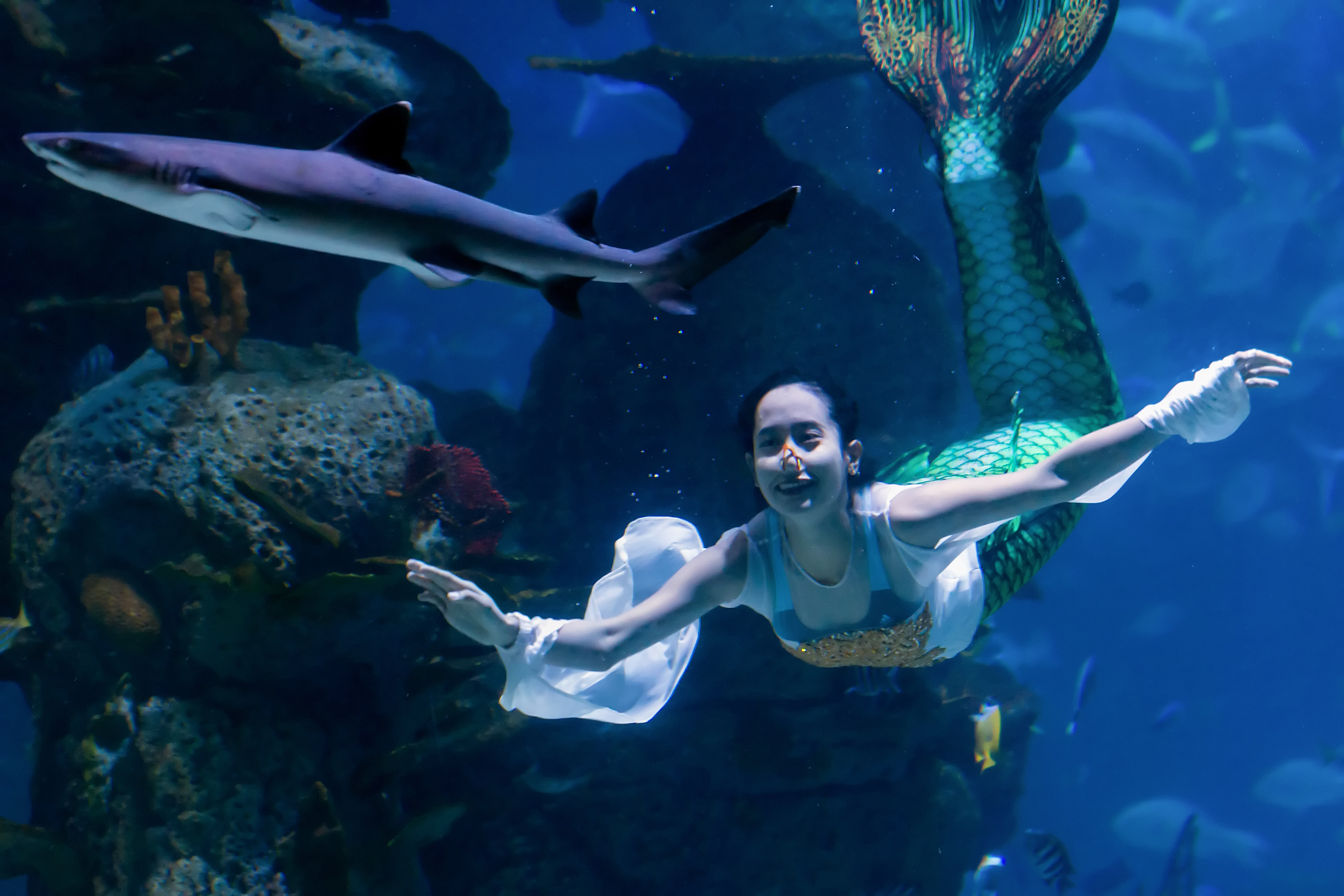
Spettacolo di sirene in un acquario indonesiano, 2018
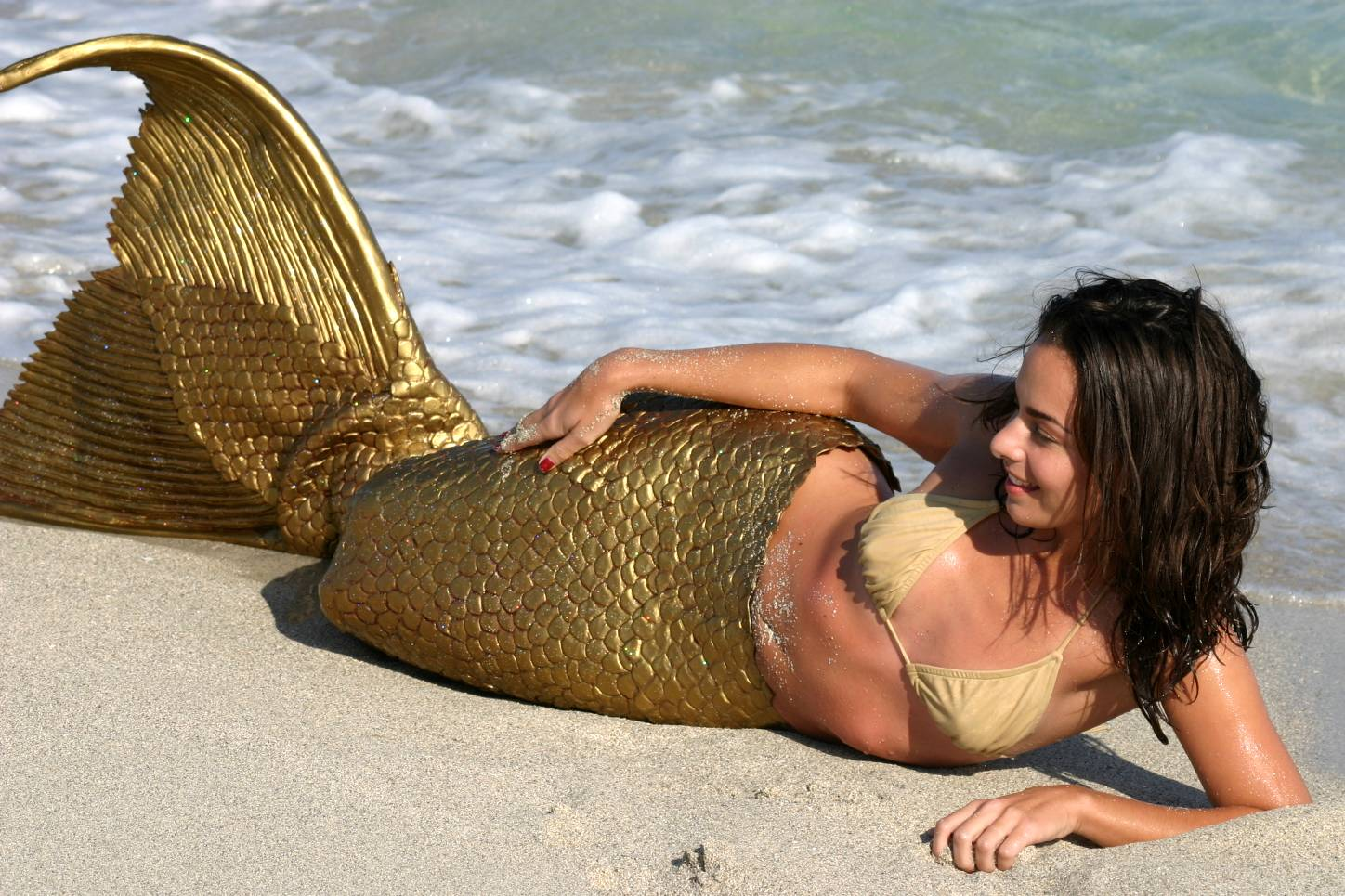
Donna che indossa un costume da sirena a Miami, 2003
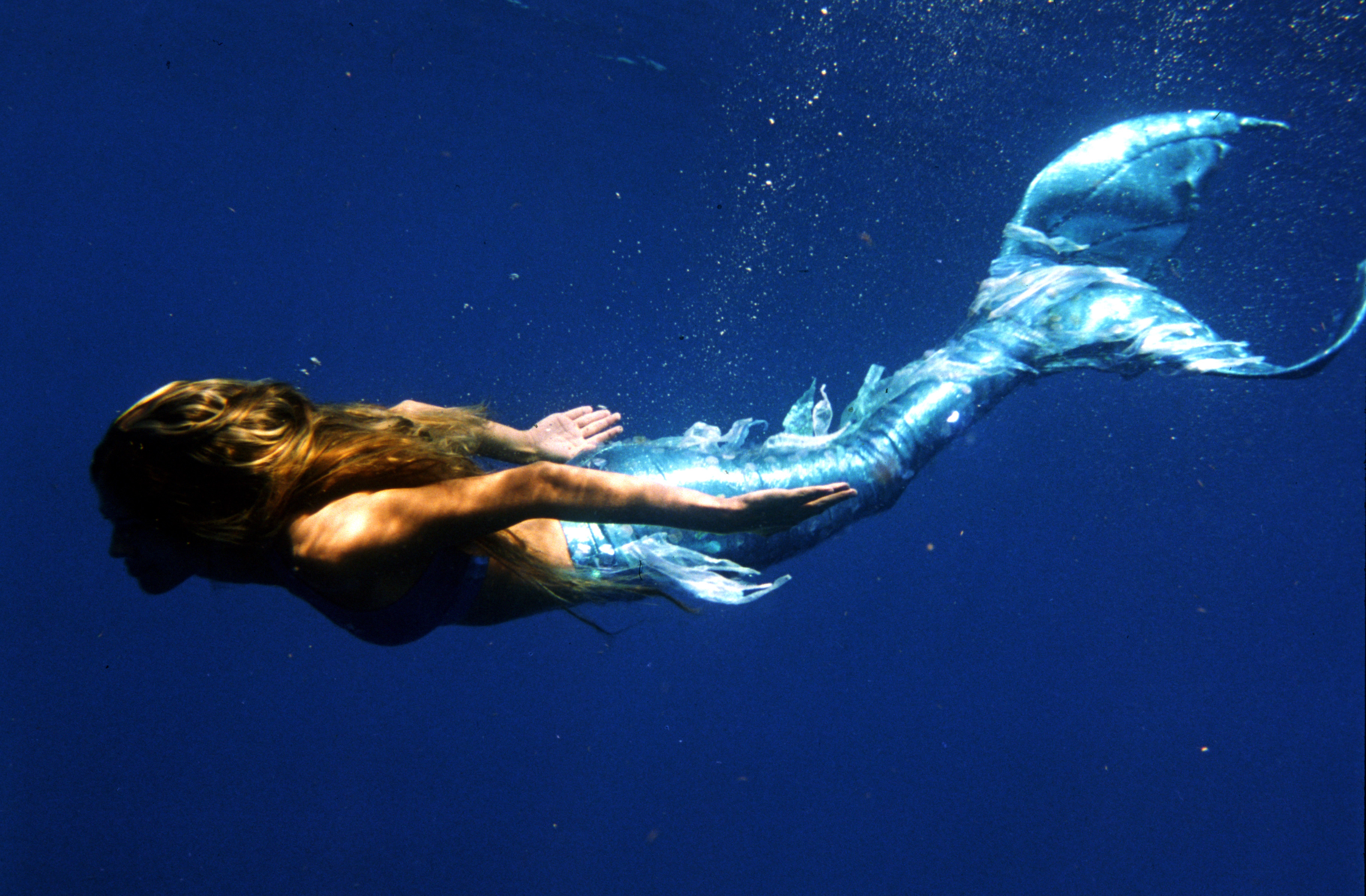
La modella subacquea Mehgan Heaney-Grier

## Storia

### Pionieri

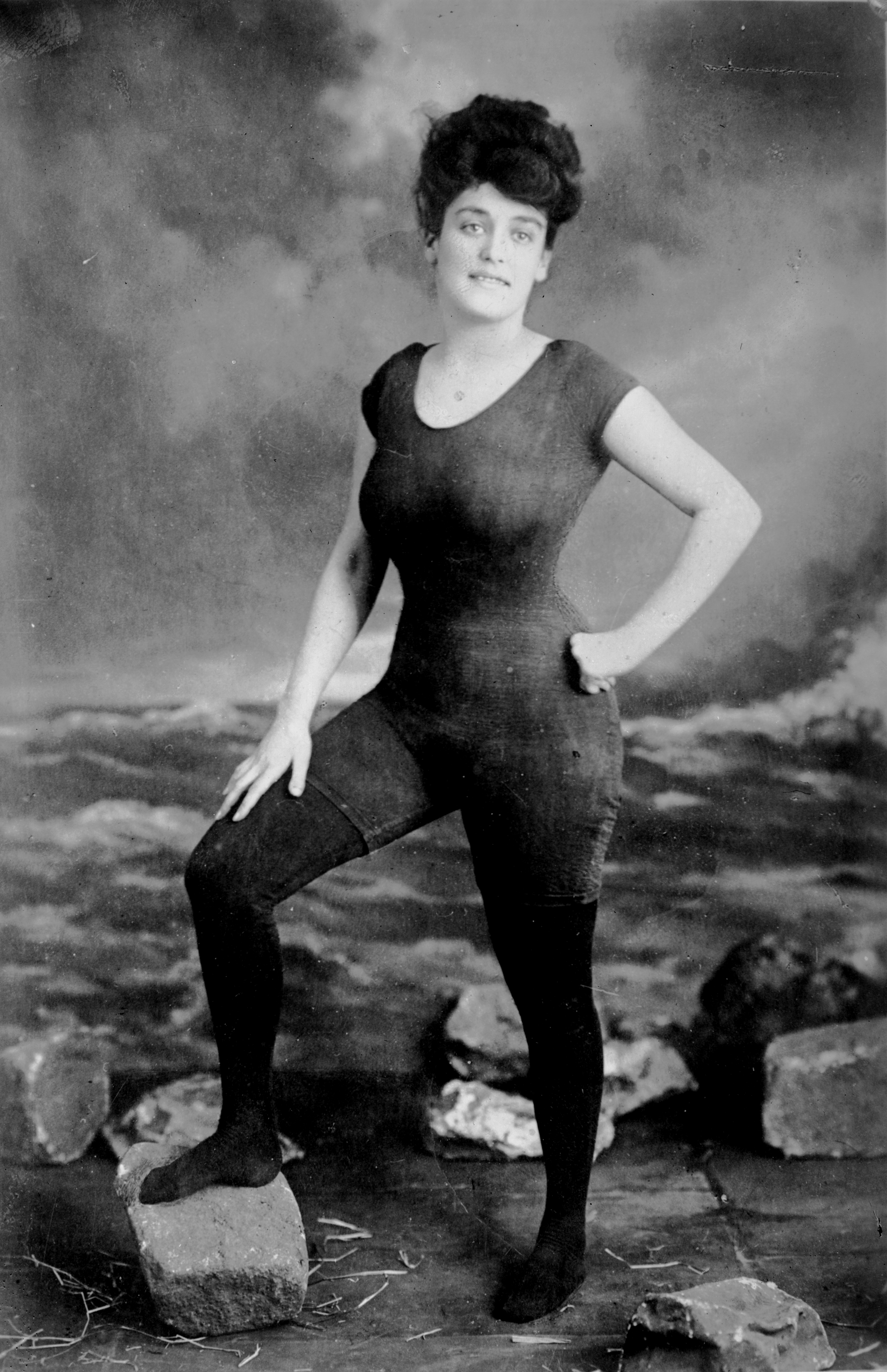
Annette Kellerman in costume da bagno, circa 1900

L'australiana Annette Kellerman (Sydney, 6 luglio 1887 – Gold Coast, 5 novembre 1975) è stata una pioniera del nuoto artistico (circa 1907). Femminista, ha rivendicato il diritto di disporre del proprio corpo contribuendo allo sviluppo dei moderni costumi da bagno e ai benefici della pratica sportiva per le donne. Mentre lei era ancora al liceo, veniva assunta da un acquario, dove ha interpretato una sirena due volte al giorno in uno spettacolo acquatico. Ricoprirà questo ruolo molte volte durante la sua carriera, per spettacoli o per film, come The Little Mermaid (2011), dove fu la prima attrice a indossare un costume da sirena per nuotare. Ha progettato o realizzato lei stessa molti costumi da sirena.
Esther Williams (Inglewood, 8 agosto 1921 – Beverly Hills, 6 giugno 2013) è stata una nuotatrice e attrice statunitense. Ha recitato in diversi film negli anni quaranta e cinquanta denominati "film musicali acquatici" (aquamusical), in cui erano presenti spettacoli di nuoto artistico e di tuffi. Ricopre il primo ruolo nel film biografico La ninfa degli antipodi (1952).

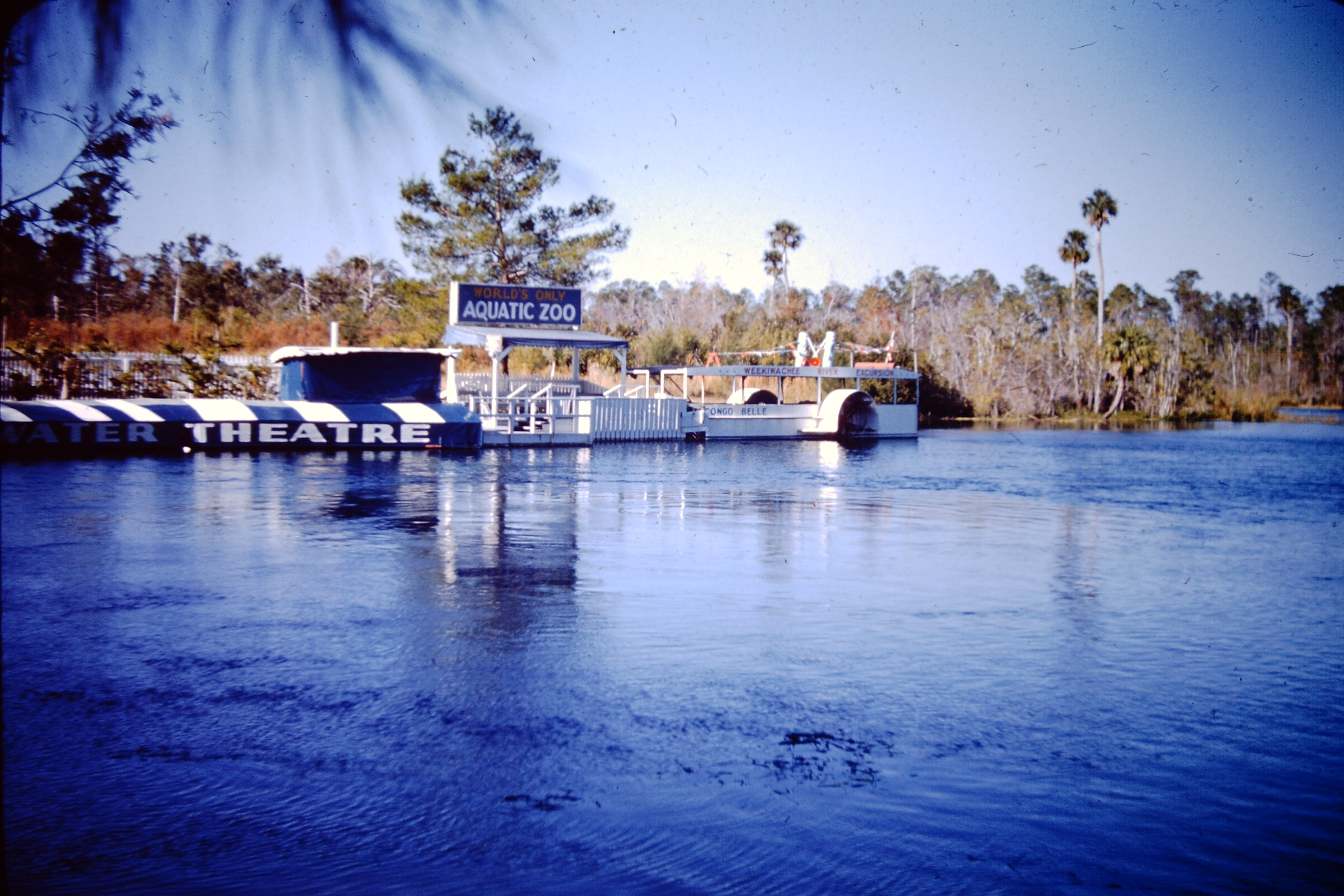
Weeki Wachee Springs, anni '50

A partire dagli anni cinquanta, lo spettacolo delle sirene a Weeki Wachee Springs (Florida) divenne una delle attrazioni turistiche più famose degli Stati Uniti. Un grande teatro – fino a 500 posti – ha permesso di osservare il balletto acquatico delle sirene, con numerosi accessori, ascensori, musiche ed elaborati scenari. Negli anni sessanta, lo spettacolo di dozzine di sirene arrivava a otto rappresentazioni al giorno con mezzo milione di spettatori all'anno. I turisti stranieri sono venuti per imparare a nuotare come una sirena. Dopo anni di pausa, questo tipo di spettacolo di sirene è stato rilanciato nel 1997.

### Al cinema
Nuotare in costume da sirena è presente in alcuni altri film. In Splash - Una sirena a Manhattan (1984), l'attrice Daryl Hannah nuota con una coda di sirena. Insieme a Splash 2 (1988), questi due film aumenterebbero la popolarità del tema delle sirene e del mermaiding.
Il film Pirati dei Caraibi - Oltre i confini del mare (2011) presenta diverse sirene e ha avuto un'influenza notevole sulla popolarità del mermaiding, sebbene le scene di nuoto delle sirene siano state prodotte con effetti speciali digitali.

### Una nuova attività per il grande pubblico
La notorietà del mermaiding è diventata più importante negli anni 2000 e 2010, accompagnata dalla sua diffusione su Internet. Ad esempio la britannica Grace Page (Reading, 13 novembre 1991), detta "Mermaid Grace", offre servizi di sirene professionali (scuola, spettacolo) ed è diventata un'influencer con oltre un milione di abbonati TikTok. O Hannah Mermaid (6 febbraio 1974) considerata la prima ad aver fatto del suo personaggio da sirena una professione a sé stante. In Francia, Claire la Sirene si è impegnata nel 2011 a promuovere questa originale attività ed è diventata la prima sirena professionale francese.
Il mermaiding è spesso presentato come una nuova tendenza fra l'allenamento fisico e le pratiche di fitness per le donne. Esso si presenta anche come un'attività sportiva divertente e magica adatta all'infanzia, in particolare alle bambine di età compresa tra 6 e 8 anni. Se i promotori delle lezioni di nuoto a sirena presentano la scoperta di questa pratica come facile e accessibile a un vasto pubblico, altri commentatori sottolineano la difficoltà di accesso: occorre essere un "buon nuotatore" per scoprire le componenti specifiche (apnea, nuoto a onda, monopinna). A causa dell'aumento di rischi (annegamento), le piscine hanno vietato la pratica del nuoto a sirena. 
Negli anni 2010 sono state aperte le lezioni di nuoto delle sirene in piscina, negli Stati Uniti e negli altri paesi. In Francia le prime lezioni di mermaiding sono state aperte nel 2014, dalla campionessa di nuoto artistico Julia Sardella; altre scuole francesi aprono negli anni a venire.
Alcune sirene si sono professionalizzate come performer e realizzano performance artistiche per acquari, eventi e attrazioni turistiche.

## Costume da sirena
Un costume da sirena è, di solito, costituito da:
- un bikini (o "costume a due pezzi") composto da slip e reggiseno, che funge da base per il resto del costume;
- una coda, composta da due elementi:
  - una copertura tessile, con un tubo che racchiude le gambe dalle caviglie ai fianchi, terminante in una pinna caudale;
  - una monopinna, che è una lama fissata ai piedi tramite pantofole.

La lama è in plastica, fibra di vetro o fibra di carbonio; è, più o meno, rigida a seconda del livello tecnico dell'utilizzo desiderato. La tessitura può essere di tessuto (lycra, generalmente elastico), neoprene, con motivi stampati o ricoperto di paillettes.
Alcune code più sofisticate sono realizzate o rivestite con un materiale flessibile (lattice, silicone, ecc.), che consente la modellazione di elementi in rilievo.

## Concorso Miss Mermaid
Nato in Germania da un'idea di William Balser, Miss Mermaid è un concorso sportivo e creativo. I concorsi si svolgono in vari paesi e le vincitrici si sfidano al concorso internazionale in Egitto.
La versione francese, Miss Mermaid France, è organizzata da Ingrid Fabulet nel 2017. Le partecipanti vengono giudicate principalmente su prove in acqua, che prevedono l'apnea con monopinna su una distanza di 25 metri, un servizio di fotografia subacquea e una frequenza di figure libere. Il concorso è ora biennale per lasciare il posto a quelli regionali.

### Classifiche
- Miss Mermaid France 2016 – Ingrid Faboulet
- Miss Mermaid France 2017 – Alexandra Dumas
- Miss Mermaid France 2018 – Leslie Parin
- Miss Mermaid France 2019 – Julie Peugeot
- Miss Mermaid France 2021 – Vanessa Nativel
- Miss Mermaid France 2022 – Camille Guillin

## Occasioni mancate
Se il mermaiding fosse nato all'inizio degli anni ottanta, anche la cantante statunitense Nikka Costa (Tokyo, 4 giugno 1972), con la sua innata passione per il nuoto – tanto da averlo imparato a 1 anno –  e la sua naturalezza acquatica, avrebbe potuto diventare una sirena professionista e indossare il costume da sirena per nuotare.

### Bibliografiche
1. 1 2  (FR) Tendance : le "mermaiding", un sport pour nager comme une sirene, su France Info, 6 febbraio 2019. URL consultato il 27 ottobre 2024.
2. 1 2   (EN) The Magical World of Gay Mermaids!, su YouTube, 27 settembre 2016. URL consultato il 27 ottobre 2024.
3. ↑  (EN) Kashmira Gander, 'Follow your current and love yourself': Meet the mermen swimming against stereotypes, in The Independent, 3 ottobre 2016. URL consultato il 22 gennaio 2025.
4. ↑  (EN) Yes, It Is Actually Possible To Be A Professional Mermaid, in HuffPost, 4 ottobre 2019. URL consultato il 27 ottobre 2024.
5. ↑  (FR) Métiers extraordinaires : Claire, sirène professionnelle, su France Bleu, 23 agosto 2019. URL consultato il 27 ottobre 2024.
6. ↑   Le sirene della FIAS su la7 - Tagada, su YouTube, 5 maggio 2017. URL consultato il 27 ottobre 2024.
7. ↑   MATILDE VA A SCUOLA DI SIRENA: Lezione di nuoto pinnato con Nancy, su YouTube, 24 giugno 2022. URL consultato il 27 ottobre 2024.
8. ↑  (EN) 'Mermaid tails' banned in some local pools many small swimmers upset [collegamento interrotto], su Fox, 10 gennaio 2018. URL consultato il 27 ottobre 2024.
9. ↑  (FR) Comment bien choisir sa queue de sirène?, su Un monde de sirène, 1º maggio 2019. URL consultato il 27 ottobre 2024.
10. ↑  (FR) Concours Miss Mermaid France, su Miss Mermaid France. URL consultato il 27 ottobre 2024.
11. ↑  (FR) Camille Bouvot-Duval, La vie aquatique, in Society, n. 195, 8-21 dicembre 2022,  p. 72-76.

### Esplicative
1. ↑  Denominato dalla FINA "nuoto sincronizzato" fino al 2017.
2. ↑  Per es., i c. interi (quelli sgambati, però).
3. ↑  Ispirato alla storia della già citata Annette Kellerman.
4. ↑  Figlia del compositore-arrangiatore-produttore Don Costa (Boston, 10 luglio 1925 – New York, 19 gennaio 1983).
5. ↑  Infatti, in California o in Giappone, l'apprendimento del nuoto incomincia sin da piccolissimi.